# Adelaida Chaverri Polini
Adelaida Chaverri Polini (Costa Rica, 21 de mayo de 1947-Costa Rica, 20 de septiembre de 2003) fue una ecóloga forestal tropical y conservacionista proactiva costarricense.

## Secciones
Primera de ocho hijos del matrimonio entre Gil Chaverri y María Antonieta Polini.
Bachiller en matemáticas, con estudios en el Centro de Agronomía Tropical de Investigación y Enseñanza, el Oxford Institute of Forestry, en la Universidad de Oregón, en el Departamento de Botánica de la Universidad de la Florida en Gainsville; y en el Departamento Forestal de la Universidad de Gottingen, en Alemania.

## Trayectoria profesional
Dictó clases desde 1975 en la escuela de Ciencias Ambientales de la Universidad Nacional en los campos de Ecología Forestal y Manejo Forestal.
Con su intuición, conocimiento y fuerza de voluntad,  Adelaida se caracterizó por trabajar incansable para asegurar la sobrevivencia de la biodiversidad en las montañas de Costa Rica. Una profunda convicción, aunada a su gran motivación y entusiasmo permite a esta científica y ambientalista de corazón generoso y sentido visionario, legar a esta y futuras generaciones los frutos de la lucha por salvaguardar las riquezas biológicas del país.
Contribuyó en forma significativa a la consolidación del Sistema Nacional de Áreas de Conservación y a la creación del parque nacional Chirripó.